# Willibrord Davids
Willibrord Jacob Maria (Brord) Davids (Rotterdam, 17 oktober 1938 – Den Haag, 11 februari 2024) was een Nederlands jurist. Van mei 2004 tot november 2008 was hij president van de Hoge Raad der Nederlanden. Tevens was hij voorzitter van de in januari 2009 ingestelde Commissie van onderzoek besluitvorming Irak, de zogeheten commissie-Davids.
Davids was het tweede kind uit een katholiek onderwijzersgezin met zes kinderen; zijn vader was leraar klassieke talen, zijn moeder doceerde geschiedenis. Ooit wilde hij journalist worden, maar hij koos uiteindelijk voor de rechtenstudie aan de Katholieke Universiteit Nijmegen.
Davids begon in 1965 als kandidaat-notaris te Hilversum. Later was hij kandidaat-notaris op Curaçao. In 1975 werd hij wetenschappelijk hoofdmedewerker aan de Rijksuniversiteit Groningen. In 1979 werd hij rechter-plaatsvervanger in de Arrondissementsrechtbank Assen, in 1980 rechter. In 1984 volgde zijn benoeming tot vicepresident in die rechtbank.
In 1986 werd Davids benoemd tot lid van de Hoge Raad. In 1998 werd hij vicepresident in die Raad en voorzitter van de strafkamer. In mei 2004 werd Davids president van de Hoge Raad. Per 1 november 2008 trad hij terug wegens het bereiken van de wettelijke leeftijdsgrens (70 jaar) voor zijn functie.
Davids stond pal voor de constitutionele verhoudingen. Hij beschouwde de trias politica als onaantastbaar.
Als president van de Hoge Raad uitte hij kritiek op toenmalig minister van financiën Gerrit Zalm, die burgers had opgeroepen hun aanslag voor de onroerendezaakbelasting niet te betalen. Hij hechtte er veel waarde aan dat dergelijke uitspraken werden overgelaten aan de daarvoor aangestelde autoriteit.
Hij was bovendien van mening dat wetten aan de Grondwet getoetst moesten kunnen worden.
Van 2009 tot 2016 werd Davids voorzitter van de Restitutiecommissie die advies geeft over de teruggave van tijdens de Tweede Wereldoorlog verworven kunstbezit.
Op 2 februari 2009 werd bekend dat Davids voorzitter werd van een commissie die een onderzoek zou doen naar de besluitvorming in maart 2003 die onder het demissionair kabinet-Balkenende I leidde tot de Nederlandse politieke steun aan de Irakoorlog, de commissie-Davids. Op 12 januari 2010 presenteerde de commissie-Davids haar bevindingen in een rapport. De commissie concludeerde dat het volkenrechtelijk mandaat voor de door Nederland gesteunde Amerikaanse inval ontbrak.
Davids overleed in 2024 op 85-jarige leeftijd. Hij was sinds 1995 Ridder in de Orde van de Nederlandse Leeuw.

## Publicatie
- Burenrecht, 1984, laatste geactualiseerde druk 1999, Kluwer, ISBN 90-268-3347-4.